# 緑の党 (アイルランド)
緑の党（みどりのとう、英語：Green Party, アイルランド語：Comhaontas Glas）は、アイルランドの環境政党。1981年、ダブリンの教師であるクリストファー・フェッツにより設立された。設立当初は緑の連合（Green Alliance）を名乗っていたが、1987年に現党名に改称している。現在の党首はエイモン・ライアン。

## 近年の動向
地方議会、ドイル・エアラン、そして欧州議会に議員を送り出しているが、2007年には北アイルランド議会に初めて党所属議員が誕生した。2007年6月14日、フィアナ・フォイルや進歩民主党とともに連立与党となった。欧州緑の党、欧州緑グループ・欧州自由連盟に加盟している。
2011年2月の総選挙で惨敗し、アイルランド下院（ドイル・エアラン）の議席数が0となったが、2016年2月の下院選挙では2議席を獲得した。2020年2月8日執行の総選挙では解散前の2議席から12議席と大きく議席を増やした。